# Adam Mania
Adam Mania (ur. 31 sierpnia 1983 w Hickman) – polski pływak, olimpijczyk z Aten 2004.
Specjalista stylu grzbietowego.
Medalista mistrzostw Polski w roku 2004:
- złoty w wyścigu na 50 metrów stylem grzbietowym
- złoty w wyścigu na 100 metrów stylem grzbietowym
- brązowy w wyścigu na 200 metrów stylem grzbietowym

Na igrzyskach olimpijskich w roku 2004 wystartował w stylu grzbietowym w wyścigu na 100 metrów (23. miejsce) i na 200 metrów (27. miejsce).